# Slag om Jersey
In de Slag om Jersey (Engels: Battle of Jersey) versloeg Engeland op 6 januari 1781 Frankrijk na een invasie. Het is de laatste slag die gevoerd is op de Britse Eilanden (voorafgegaan door de Slag bij Culloden in 1745). Het was de laatste poging van de Fransen om Jersey met militaire macht te veroveren.

## Oorzaak
Jersey is maar 14 zeemijlen van de Franse kust verwijderd. Het ligt op de zeeroute naar de Franse marinebasis bij Brest. Dat is de reden dat Jersey van groot strategisch belang is gedurende elke oorlog tussen de Fransen en de Engelsen. Tevens gebruikten veel kapers Jersey als hun thuisbasis. De kapers brachten de Franse handelsvloot veel schade toe. Deze kapers steunden zelfs de Britse marine bij acties aan de Amerikaanse kust. De Franse regering probeerde met alle macht om deze dreigingen ongedaan te maken. Tegelijkertijd werd Gibraltar belegerd. Britse kranten meenden dat de aanval van de Fransen op Jersey het doel had om de Britten te dwingen de omvang van hun troepen voor de verdediging van Gibraltar te verminderen.

## Verdedigingsmacht van Jersey
De Britse regering was zich zeer bewust van het belang van Jersey. Jersey werd daarom zwaar verdedigd en versterkt. Aan de kust werden batterijen, forten en verdedigingswerken gebouwd. De lokale troepen bestonden uit 3000 man verdeeld over vijf regimenten, inclusief artillerie. Deze troepen werden versterkt door reguliere legereenheden: 95th Regiment of Foot, vijf bataljons van de 83rd Foot (Royal Glasgow Volunteers) en de 78th Highlanders en ongeveer 700 soldaten buiten dienst. Het totaal aantal troepen bedroeg rond de 9250. De zeemacht, Jersey Squadron, was ook op het eiland gelegerd. Ten tijde van de Franse aanval voerden zij echter actie tegen de Nederlanden.

## Het Franse aanvalsplan
Philippe de Rullecourt, kolonel in het Franse leger, werd door Lodewijk XVI van Frankrijk de rang van generaal en de Cordon Rouge toegezegd onder de voorwaarde dat hij Saint Helier veroverde, de hoofdstad van het eiland Jersey. De tweede in de bevelvoering was een prins uit India, genaamd prins Emire, die door Engeland krijgsgevangen gemaakt was gedurende de oorlogen in India. Hij werd samen met Franse krijgsgevangenen naar Frankrijk overgebracht. De Fransen namen hem in dienst van het leger. Een Britse militair schreef over hem: “Hij toonde zich zeer barbaars zowel in uiterlijk als gedrag. Als ons lot in zijn handen zou zijn geweest dan zou dat een zeer onplezierig lot zijn geweest. Hij adviseerde de Franse generaal om alles te plunderen, de stad te verbranden en de mensen te doden.”
Op 5 januari 1781 stuurden de Fransen 2000 soldaten opgedeeld in vier divisies naar Jersey. De eerste divisie, bestaande uit 800 man, landde bij La Rocque, Grouville, en trok langs de verdediging zonder opgemerkt te worden. Een Franse officier stelde later dat hij zelfs geslapen had direct onder de verdediging, maar dat de Britse soldaten hen niet opmerkten. Deze verdedigers werden later voor de krijgsraad gebracht. De eerste divisie van de Fransen bleef daar het grootste gedeelte van de nacht. De tweede Franse divisie, bestaande uit 400 man, ging ten onder op de rotsen tijdens het inschepen. De schepen van de derde divisie, bestaande uit 600 man, werden gescheiden van de vloot en waren niet meer in staat om aan te sluiten. De vierde divisie, bestaande uit 200 man, landde vroeg in de volgende morgen bij La Rocque. De totale invasiemacht van de Fransen bestond dus uit 1000 manschappen, de helft van het aantal dat de Fransen gepland hadden voor het gevecht met de Britten.

## De dag van de slag

### De Fransen bezetten Saint Helier
Op 6 januari 1781 bezette de eerste divisie, tussen 6 en 7 uur, het marktplein (Royal Square of Le Vier Marchi zoals het toen werd genoemd) terwijl de gehele stad nog sliep. Om 8 uur verraste zij de gouverneur van het eiland, Moses Corbet, in bed in de residentie (toen Le Manoir de la Motte). De Rullecourt overtuigde Corbet ervan dat reeds duizenden Fransen manschappen Jersey waren binnengetrokken. Corbet, die niet in staat was om dit te verifiëren, gaf zich over. Hij werd naar het Koninklijke Hof (Royal Court) gebracht en moest op het Koninklijke Plein (Royal Square) de overgave bevelen van de commandant van het Kasteel Elizabeth (Elizabeth Castle), kapitein Mulcaster, en de manschappen van de 24-jarige majoor Francis Peirson in de kazerne in de gemeente Saint Peter (Saint Peter’s Barracks).

### De Britse voorbereiding

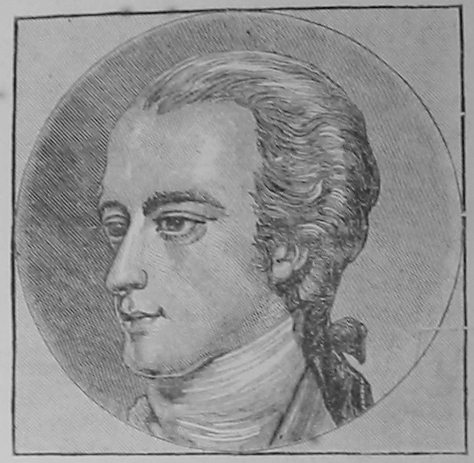
Majoor Peirson

De Britse troepen en burgerwachten verzamelden zich op de Mont ès Pendus (nu genoemd Westmount) en majoor Peirson had snel de beschikking over 2000 man. Hij besloot de heuvel af te dalen en de Fransen aan te vallen, die hun kamp op de markt hadden. De Fransen hadden de kanonnen van de stad geplaatst bij de verschillende doorgangen van de markt opdat zij de Britten konden weerstaan tijdens een aanval. De Fransen hadden echter niet de houwitsers gevonden omdat zij niet wisten waar deze waren. De Britten begrepen van mensen die de Franse troepen hadden geobserveerd dat hun macht uit niet meer dan 800 of 900 man bestond. De Fransen zonden Corbet naar het Kasteel Elizabeth om de capitulatie te eisen. Dit werd door de Britten geweigerd en zij doodden in een vuurgevecht twee of drie van de Franse manschappen.
Het 78th Regiment of Foot (een Schots regiment) kreeg het bevel om de Mont de la Ville (nu de plaats van het Fort Regent) te nemen opdat de Britten de terugtocht van de Fransen konden stoppen in het geval dat zij dit zouden proberen. Op het moment dat majoor Peirson meende dat het regiment hun positie had ingenomen gaf hij het bevel om naar de vlakte af te dalen en de Fransen aan te vallen. De Britten werden daar door Corbet tegengehouden. De Franse generaal had Corbet opnieuw naar de Britten gestuurd met de eis tot overgave met de dreiging dat als de Britten niet voldeden aan zijn eisen hij de stad binnen een half uur zou plunderen. Gezien hun overwicht in manschappen weigerden de Britten, zo ook het 83rd Regiment of Foot en een gedeelte van het East Regiment in Grouville. Toen de Franse generaal hun antwoord ontving sprak hij de woorden: “Daar zij zich niet wensen over te geven ben ik hier gekomen om te sterven.”

### De slag

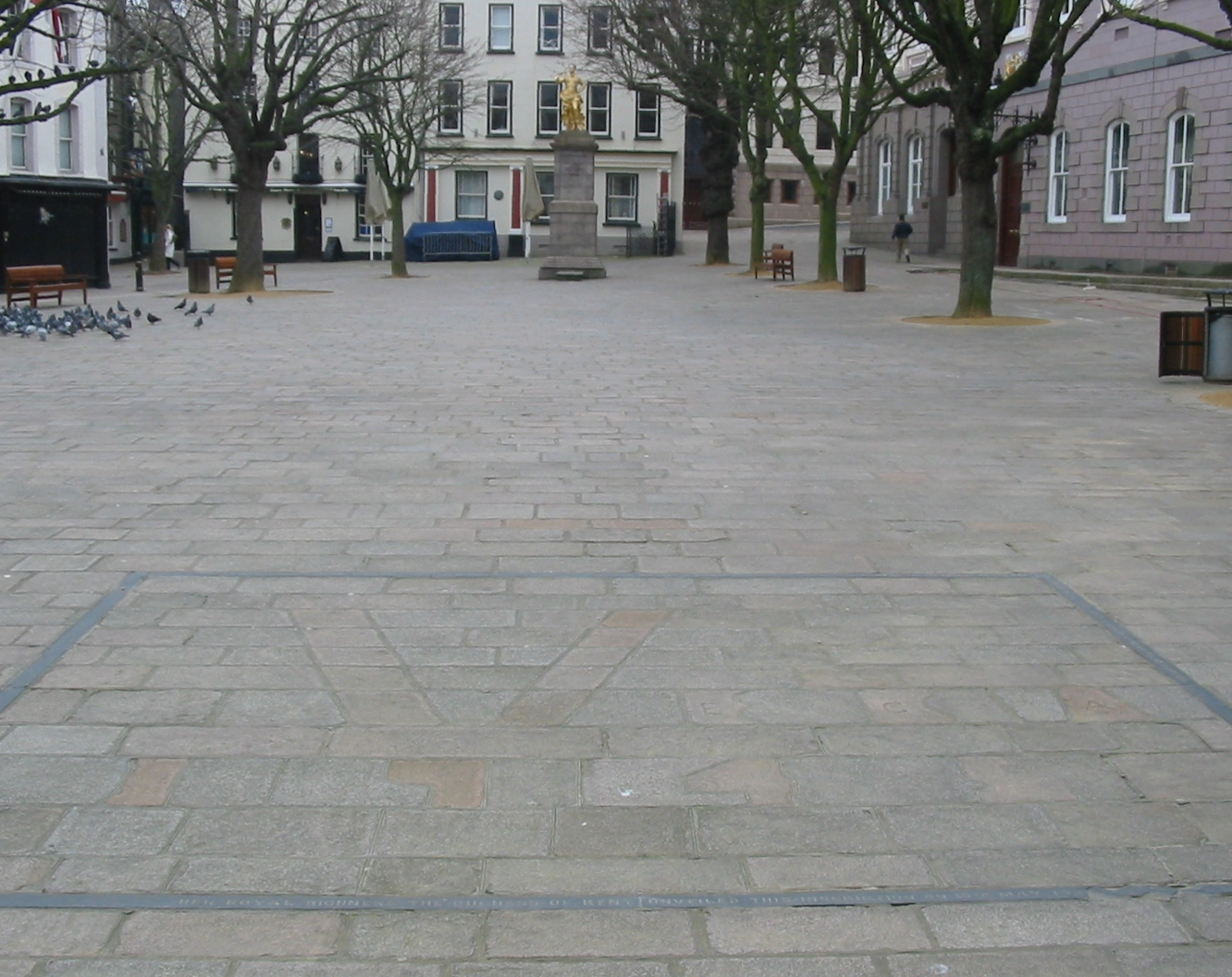
Het Koninklijke plein (Royal Square), heden ten dage, was de plaats van de Slag om Jersey.

De aanval startte in de Grande Rue met het 78th Regiment of Foot, het bataljon Saint Lawrence, het South-East Regiment en de Compagnies de Saint-Jean; en in andere doorgaande wegen met het 95th Regiment of Foot en de rest van de burgerwacht. Het 71st Regiment of Foot vocht ook mee. De Britten hadden te veel manschappen voor het slagveld. Later zei een Brits militair dat een derde van de Britse manschappen meer dan genoeg zou zijn geweest om het Franse leger te vernietigen. Britse soldaten, verward en zonder vijand, schoten in de lucht.
De Franse tegenstand duurde kort, de langstdurende actie was een kwartier. De Fransen schoten een- of tweemaal met de kanonnen. De Britten hadden een houwitser geplaatst direct tegenover de markt in de Grande Rue, met elk schot “veegden zij alles rondom de Fransen schoon” volgens een Brits militair. Majoor Peirson en het 95th Regiment of Foot trokken op naar de Avenue du Marché; juist op het moment dat de Britten de overwinning behaalden werd majoor Peirson getroffen door een kogel van een musket die zijn hart doorboorde; de terneergeslagen manschappen vochten door. Toen de Franse generaal ter aarde stortte wilden de Fransen niet langer doorvechten. Sommigen lieten hun wapens vallen en allen vluchtten; enkelen bereikten de huizen aan de markt vanwaar zij verscheidene schoten vanuit de vensters afvuurden.
De Franse aanvoerder vertelde de Britten, via Corbet, dat de Fransen bij La Rocque de beschikking hadden over twee bataljons en een artillerie-eenheid, die binnen een kwartier bij de stad konden zijn. De Britten waren niet onder de indruk omdat zij wisten dat het aantal Franse manschappen niet meer dan 200 bedroeg. Een eenheid van 45 grenadiers van het 83th Regiment of Foot weerstond 140 Fransen soldaten tot de komst van een eenheid van het East Regiment, daarna werden de Fransen verslagen. De Britten namen 70 man gevangen en telden 30 doden en gewonden. De rest van de Fransen vluchtte via het achterland naar hun boten, verscheidene werden toen gepakt.

## Na de slag

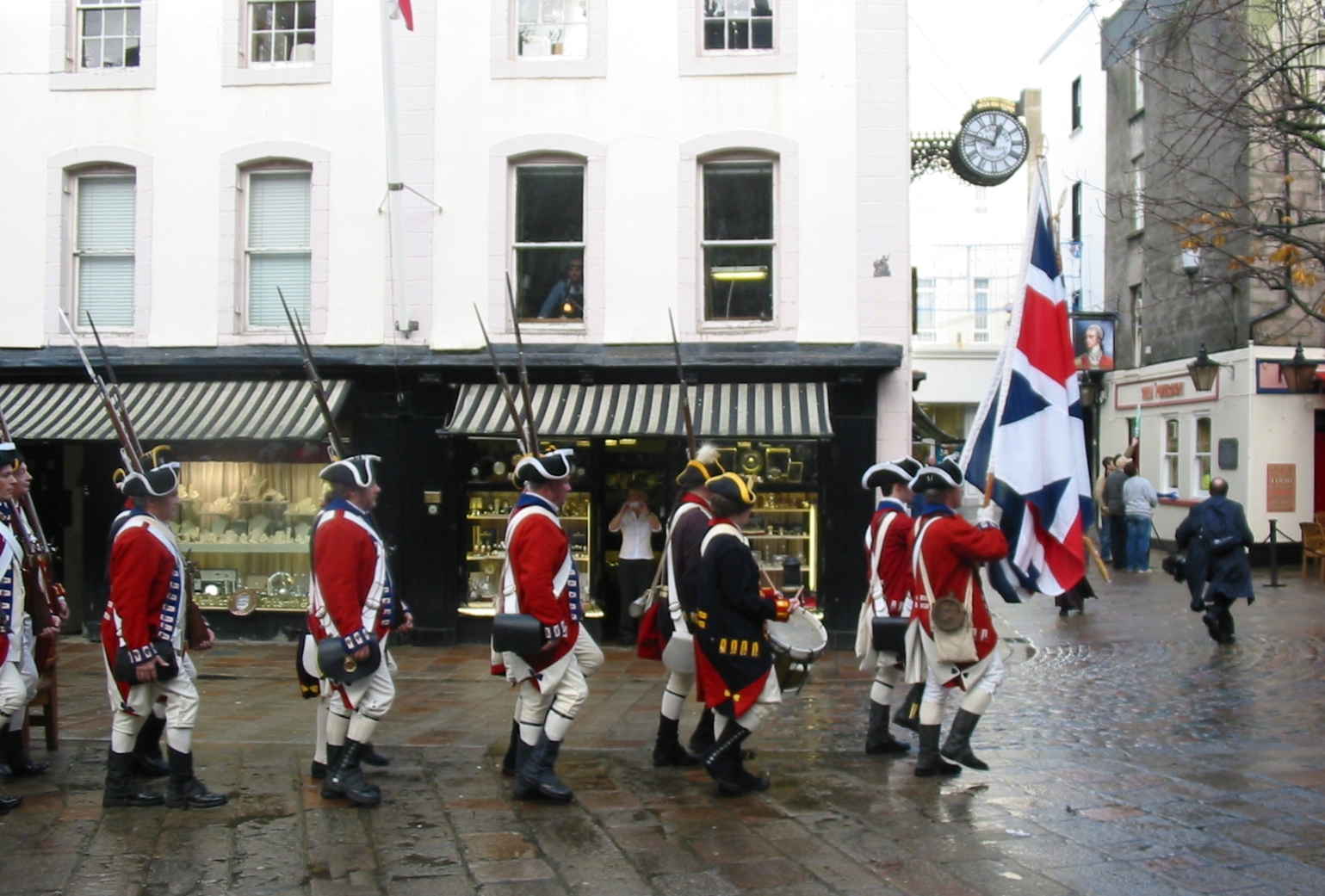
Een historische opvoering van marcherende soldaten van de burgerwacht uit 1781 op het Koninklijke plein (Royal Square), Saint Helier, de plaats van de slag om Jersey, tijdens de ceremoniële herdenking van de slag op 6 januari 2007. Aan de rechterkant het huis van Dr Lerrier waar de Baron de Rullecourt stierf (nu een pub genaamd The Peirson).

### Conclusie
De Britten namen 600 man gevangen die dag, zij werden naar Engeland gezonden. De Britten verloren ongeveer 30 man. De Franse generaal werd op vier plaatsen verwond en hij stierf de dag daarop.
Later werd bekend dat er verraders waren bij de Britten. De Franse generaal had een gravure van de versterkingen, de torens, de kanonnen enzovoort. Hij had ook gezegd dat “Ware het niet wegens mijn goede vrienden in Jersey, zou ik niet zijn gekomen”. De Fransen wisten precies het aantal van de Britse troepen en de burgerwacht, de namen van de Britse officieren en meer. In de papieren die gevonden werden in de kist van de generaal stond de naam van een verrader, Le Geyt, een inwoner van Jersey. Hij werd later gearresteerd alsook een andere verdachte. Na de slag werd besloten om 30 ronde torens aan de kust te bouwen om zo de verdediging van het eiland te verbeteren. Tevens werd het de Britten duidelijk dat het garnizoen in Kasteel Elizabeth niet altijd in staat was het eiland te verdedigen. De vloed maakte namelijk de weg van het kasteel naar het eiland onbegaanbaar. De Britse regering bouwde daarom het Fort Regent op Le Mont de la Ville. In het Fort Regent werd de hoofdmacht van het Britse garnizoen gelegerd.

### Schilderij
John Singleton Copley maakte een gedramatiseerd schilderij van de dood van majoor Peirson. Dit schilderij staat nu op Jersey's 10-pondbiljet en is te zien in de Tate Gallery.